# Hood River County
Hood River County je okres ve státě Oregon v USA. K roku 2010 zde žilo 22 346 obyvatel. Správním městem okresu je Hood River. Celková rozloha okresu činí 1 383 km². Na severu sousedí se státem Washington.

## Sousední okresy
| Růžice kompasu |                  | Skamania County (WA) | Klickitat County (WA) | Růžice kompasu |
| Růžice kompasu | Multnomah County | Sever                | Wasco County          | Růžice kompasu |
| Růžice kompasu | Multnomah County | Hood River County    | Wasco County          | Růžice kompasu |
| Růžice kompasu | Multnomah County | Jih                  | Wasco County          | Růžice kompasu |
| Růžice kompasu | Clackamas County | Wasco County         |                       | Růžice kompasu |